# Gora Borzova
Gora Borzova är ett berg i Antarktis. Det ligger i Östantarktis. Australien gör anspråk på området. Toppen på Gora Borzova är 1 543 meter över havet.
Terrängen runt Gora Borzova är huvudsakligen platt, men västerut är den kuperad.  Trakten är obefolkad. Det finns inga samhällen i närheten.